# Alejo Durán (rugbista)
Alejo Durán (Paysandú, 20 de mayo de 1991) es un jugador de rugby uruguayo que juega de medio melé o apertura para la selección de rugby de Uruguay.
Su debut con la selección de Uruguay se produjo en un partido contra Rumanía en Bucarest el 8 de junio de 2012. 
Seleccionado para la Copa del Mundo de Rugby de 2015, Durán anotó gracias a un penal en la derrota de su equipo frente a Fiyi, en la fase de grupos.